# Handel över disk
Handel över disk eller OTC-handel (efter engelskans: over the counter trading) är värdepappershandel som genomförs utanför reglerade erkända handelsplatser som börsmarknader. Vanligen hanteras handel av olika finansiella instrument som aktier, obligationer, terminer, råvaror och derivat men direkt mellan två parter. Denna handel utförs av olika likviditetsgaranter som kan vara personer likväl som företag. Vanligast är det banker som genomför direkthandel med företag. De aktier som förekommer på denna marknad är vanligtvis inte publikt listade på en marknadsplats som t.ex. en börs utgör varför de bolag inte heller har samma rapporteringsskyldighet som de publika bolagen.
Handel över disk kontrakten är bilaterala kontrakt där parterna bestämmer hur handeln av dess instrument eller tillgång ska hanteras.
På Stockholms fondbörs fanns tidigare en "OTC-lista" med aktier som inte hade kvalificerat sig för A-listan men var avsedda att kunna omsättas snabbt. Den lades senare samman med O-listan i samband med att "attract 40" skapades.